# I Wayan Gde Yudane
I Wayan Gde Yudane (* 1964 in Bali) ist ein indonesischer Musiker, dessen Werk von traditionellen Kompositionen bis hin zu experimenteller elektronischer Musik reicht.
Der Sohn eines Architekten studierte auf der Kunstakademie Sekolah Tinggi Seni Indonesia (STSI) und auf dem Konservatorium Musik. Seine erste Komposition schuf er 1979, eine Gedichtvertonung. Später schrieb er in seiner Heimat preisgekrönte Werke für das Gamelan-Ensemble, veröffentlichte aber auch CDs mit elektronischer Experimentalmusik.
Häufige kreative Zusammenarbeit mit weiteren Künstlern wie Filmschaffenden, Choreographen und Theatermachern auch über die Grenzen Indonesiens hinaus.

## Weblink und Quelle
- Bob Gluck: Electronic Music in Indonesia (Memento vom 3. Januar 2007 im Webarchiv archive.today) (englisch)

| Personendaten    | Personendaten         |
| ---------------- | --------------------- |
| NAME             | Yudane, I Wayan Gde   |
| KURZBESCHREIBUNG | indonesischer Musiker |
| GEBURTSDATUM     | 1964                  |
| GEBURTSORT       | Bali                  |